# Ettore Campogalliani

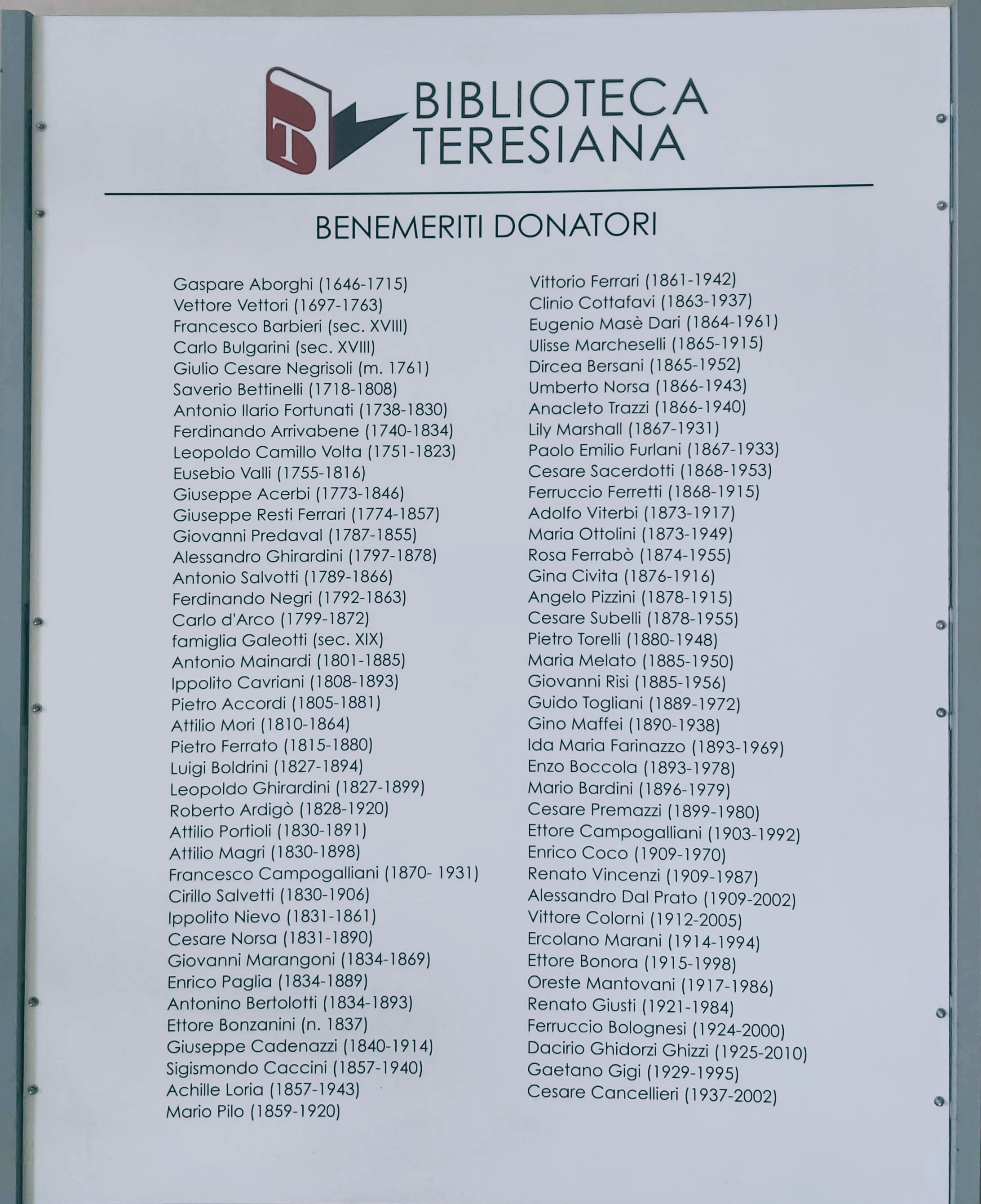
Ettore Campogalliani tra i donatori della Biblioteca Teresiana di Mantova.

Ettore Campogalliani (Monselice, 30 settembre 1903 – Mantova, 3 giugno 1992) è stato un compositore, pianista e insegnante italiano.

## Biografia
Si diplomò in pianoforte al conservatorio di Bologna nel 1921, in composizione al Conservatorio di Parma nel 1933 e in ramo didattico del canto al Liceo Musicale di Piacenza nel 1940.
Dopo la iniziale attività di compositore (nel 1942 scrisse anche la musica per il film Musica proibita, diretto dallo zio Carlo Campogalliani) e di pianista, preferì dedicarsi alla carriera di insegnante: fu docente di pianoforte al Liceo Musicale di Piacenza, di canto al Conservatorio di Parma e al Conservatorio Giuseppe Verdi di Milano, di tecnica e interpretazione vocale alla scuola di perfezionamento del Teatro alla Scala.
Tra i molti allievi, diversi conseguirono un successo e una notorietà internazionale: Renata Tebaldi, Carlo Bergonzi, Aldo Protti, Renata Scotto, Flaviano Labò, Mirella Freni, Fiorenza Cossotto, Luciano Pavarotti, Luigi Alva, Felix Rolke, Ruggero Raimondi; formò anche maestri di canto, tra i quali si ricordano il modenese Leone Magiera e il mantovano Dino Gatti, entrambi stimati docenti e pianisti accompagnatori, e Lelio Capilupi, docente di Canto e coordinatore di Dipartimento presso il Conservatorio "Arrigo Boito" di Parma. 
Nel 1946 fondò l'"Accademia Teatrale Francesco Campogalliani", dedicata al padre, che fu burattinaio, drammaturgo e attore.

## Composizioni
- Trio per Violino, Violoncello e Pianoforte (1932)
- Sarabanda e Minuetto per pianoforte Op. l (1934)
- Sonata in mi minore per Violino e Pianoforte
- L'arrivo, per voce e pianoforte, versi di Amedeo Pinelli (1935)
- Piangete occhi, per voce e pianoforte, versi di Angelo Poliziano (1935)
- Castello in aria, per voce e pianoforte, versi di Sergio Corazzini (1936)

## Altre opere
- Ettore Campogalliani, Luigi Ferrari Trecate – Operista, Edizioni di Vita Veronese 1955
- Ettore Campogalliani, Dal libro di ieri: Storie di voci sacre e pensieri profani, Bongiovanni 1982
- Paola Cadonici e Ettore Campogalliani, Il linguaggio della voce: Voce, parola, musica, CRO 1987
- Alessandra Cavalmoretti, Ettore Campogalliani, una vita per la musica, Sometti, 2013 - ISBN 978-88-7495-485-8